# Wyeth
Wyeth är ett amerikanskt läkemedelsföretag baserat på den amerikanska östkusten. 2002 bytte företaget namn från American Home Products Corporation till Wyeth. Wyeth köptes av Pfizer den 26 januari 2009 för 68 miljarder US dollar. 

## Produkter
- Infektion
  - Tygacil (Tigecycline)
  - Tazocin (piperacillin/tazobactam)

- Vaccin
  - Prevenar (pneumokockvaccin)

- Mage/Tarm
  - Relistor (metylnaltrexon)
  - Lanzo (lansoprazol)

- Centrala nervsystemet
  - Efexor (venlafaxin HCl) - SNRI

- Onkologi
  - Torisel (Temsirolimus)

- Reumatologi
  - Enbrel (etanercept) - TNF-alfahämmare mot reumatoid artrit